# Martín Manuel Calderón Gómez
Martín Manuel Calderón Gómez (nascut l'1 de març de 1999) és un futbolista professional espanyol que juga com a migcampista pel Celta de Vigo B cedit pel Cadis CF.

## Carrera de club

### Real Madrid
Nascut a Jerez de la Frontera, Cádiz, Andalusia, Calderón va ingressar al planter del Reial Madrid el 2013, procedent del planter del Sevilla FC. El juliol de 2018, després d'acabar la seva formació, va ser promogut al filial madridista a Segona Divisió B.
Calderón va fer el seu debut com a sènior amb el Castilla el 2 de setembre de 2018, entrant com a suplent als darrers minuts en el lloc de Franchu en un 2–2 a fora contra l'Atlético de Madrid B. Va marcar el seu primer gol com a sènior el 21 de desembre, el de l'empat en una victòria per 2–1 a casa contra el Rápido de Bouzas.

#### Paços de Ferreira (cedit)
El 13 d'agost de 2020, Calderón va fitxar pel portuguès Paços de Ferreira de la Primera Liga en una cessió d'un any. Va fer-hi el seu debut com a professional el 27 de setembre, reemplaçant Stephen Eustáquio als darrers minuts en una derrota a casa per 0–2 contra el Sporting CP.
Calderón va jugar escadusserament durant la cessió, només 171 minuts, abans de retornar al Reial Madrid el juny de 2021.

### Cadis CF
El 27 de juliol de 2021, Calderón va signar un contracte de tres anys amb el Cadis CF de La Liga. Hi va debutar, a la màxima categoria, el 20 d'agost, substituint Tomás Alarcón a les darreries del partit en un empat 1–1 a fora contra el Reial Betis.

#### Mirandés i Celta B (cedit)
El 6 de gener de 2022, Calderón fou cedit al CD Mirandés de Segona Divisió, per sis mesos. El 31 d'agost, fou cedit al RC Celta de Vigo B per un any.

## Palmarès
Espanya Sub-17
- Eurocopa Sub-17: 2016 (subcampió)[9]